# ألتراس القلعة الصفراء

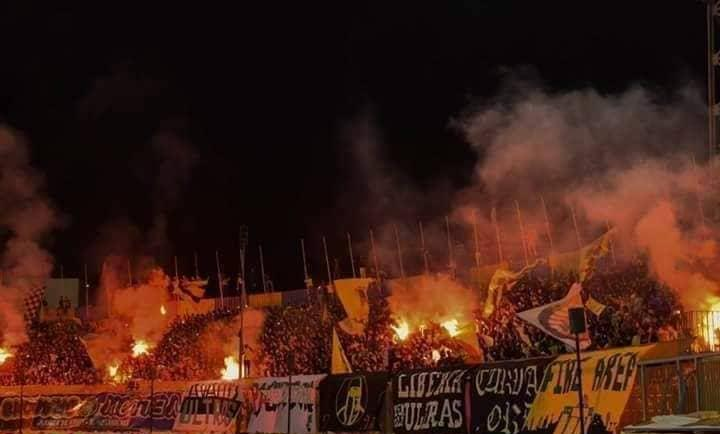
التراس القلعة الصفراء

"التراس القلعة الصفراء"(بالأنجليزية:Ultras Yellow Dragons)باختصار(UYD07)هي مجموعة من المشجعين الذين يدعمون(النادي الإسماعيلي)في الدوري المصري الممتاز لكرة القدم تأسست المجموعة في مايو عام2007.

## مهمة المجموعة
نشر الأربع نقاط الرئيسية التي تمثل ثقافة الألتراس
1. التشجيع الدائم للفريق طوال المباراة بغض النظر عن النتيجة أو الأداء
2. عدم الجلوس أثناء المباراة
3. حضور أكبر عدد من مباريات الفريق مهما بعدت المسافة أو زادت التكلفة
4. الانتماء التام للمجموعة ومكانها بالمدرجات

## أهداف المجموعة
1. مؤازرة الفريق باستمرار وتحفيز الجمهور على مواصلة تشجيع الفريق
2. وأد أي محاولة لإثارة الجماهير ضد الفريق ومنع الهتافات المعادية للفريق أو اللاعبين
3. منع فعل من شأنه أن يمثل إهانة لصرح الإسماعيلي العملاق

فعدد الأعضاء 128 مقسمين إلى 4 محافظات هم الإسماعيلية الرئيسي وبورسعيد والقاهرة والإسكندرية وبورسعيد وعدد المجموعة في المدرج 300 شخص
الصفحة الرسمية على الفيس بوك:http://www.facebook.com/uyc12